# Albert Felgenhauer
Albert „Jonny“ Felgenhauer (* 10. Juni 1922 in Hamburg; † 25. Mai 2002) war ein deutscher Fußballspieler, der als Torhüter für den VfB Lübeck zwischen 1944 und 1962 mehrere hundert Spiele, davon von 1947 bis 1961 215 in der Oberliga Nord bestritten hat.
Der aus dem Hamburger Stadtteil Harburg stammende Albert Felgenhauer lebte in Berlin-Charlottenburg, bis er 1944 kriegsbedingt gemeinsam mit Max Hoppe als Mitglied der Marine-Einheit nach Lübeck zog. Der hauptberufliche Polizist fand dort bei der SG Ordnungspolizei Lübeck seine neue sportliche Heimat. Nach Kriegsende wurde diese Mannschaft von den Briten verboten. Felgenhauer war anschließend maßgeblich an der Gründung des VfB Lübeck, die sich auch aus den alten Spielern der SG Ordnungspolizei zusammensetzte, beteiligt. Er spielte fortan in über 600 Spielen für den VfB Lübeck, der in dieser Zeit zwischen der erstklassigen Oberliga Nord und der zweitklassigen Amateurliga Schleswig-Holstein pendelte, und erwarb sich innerhalb seiner Zeit beim VfB den Ruf als „Torwart-Legende“.
Während seiner Zeit beim VfB war Felgenhauer als Verkehrspolizist in Lübeck tätig und erfreute sich in der Stadt Lübeck großer Beliebtheit.
Felgenhauer erzielte sowohl in der Oberliga Nord als auch in der Amateurliga Schleswig-Holstein Tore für den VfB. Aufgrund seiner Beteiligung an der Gründung des VfB und seinen Leistungen als Torwart gilt er als eine der wichtigsten Personen der Vereinsgeschichte. Im Alter von 39 Jahren absolvierte Albert Felgenhauer sein letztes Spiel für den VfB. Er war in der zweitklassigen Regionalliga Nord kurze Zeit auch als Trainer der Mannschaft tätig.
Am 25. Mai 2002 verstarb Felgenhauer 79-jährig. Aufgrund seiner Leistungen wurde eine Straße nahe dem Stadion an der Lohmühle nach ihm benannt.